# Heteropterys cultriformis
Heteropterys cultriformis là một loài thực vật có hoa trong họ Malpighiaceae. Loài này được Chodat mô tả khoa học đầu tiên..